# Elsflether Werft

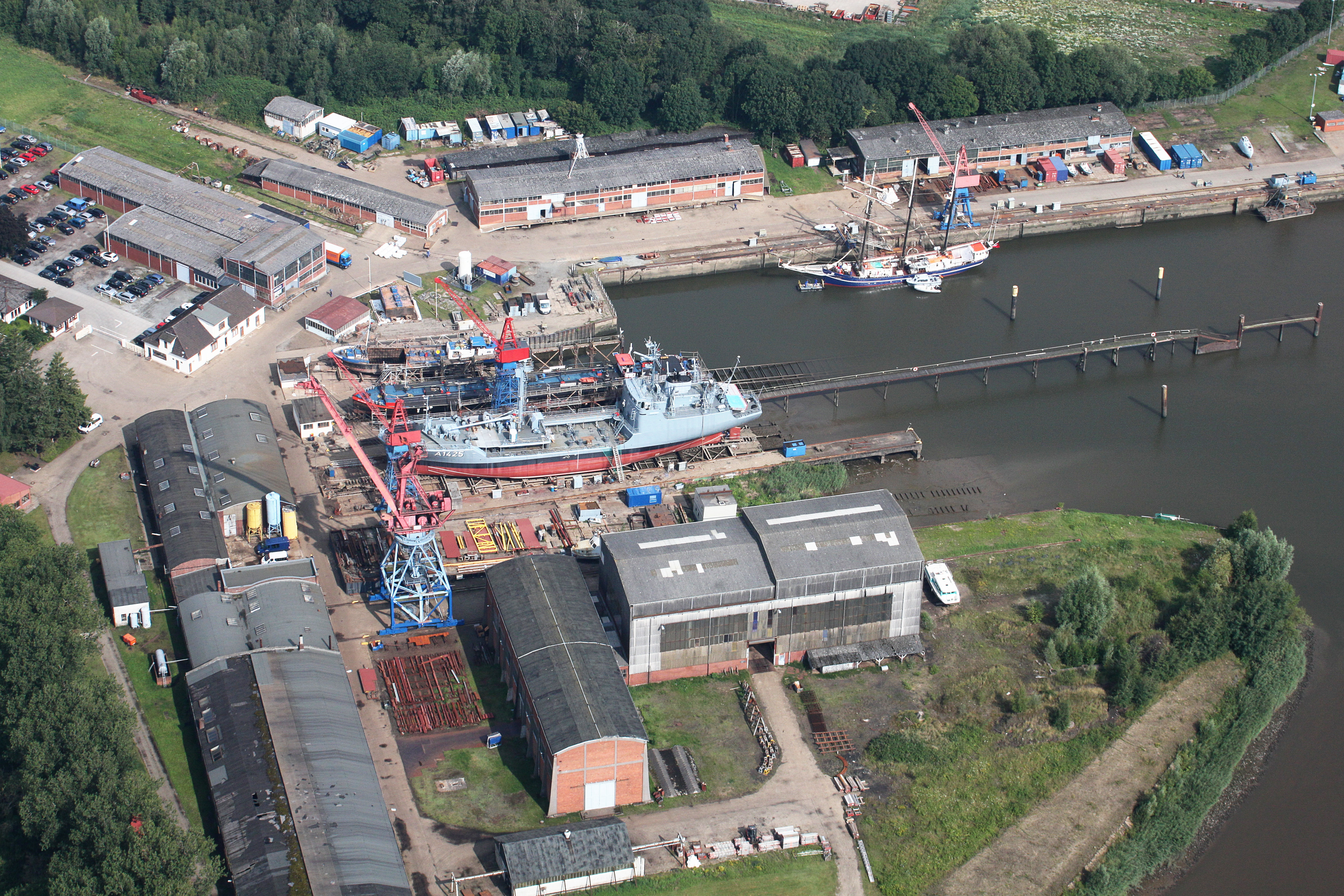
Blick auf die Elsflether Werft

Die Elsflether Werft AG war eine Schiffswerft in Elsfleth. Das Werftgelände befand sich an der Hunte etwas oberhalb des Huntesperrwerks an der Mündung in die Weser. Inzwischen ist die Gesellschaft aufgelöst.

## Geschichte

Aktie über 100 RM der Elsflether Werft AG vom November 1928

Die Werft wurde am 2. Oktober 1916 vom Schiffbauingenieur Franz Peuss als Aktiengesellschaft gegründet. Geschäftszweck waren der Schiffbau und die Reparatur. Der Betrieb wurde am 14. Mai 1918 eröffnet. Von 1920 bis 1964 stand der Schiffneubau im Vordergrund und es entstand eine sehr breite Palette von Neubauten.
Nachdem zunächst nur Reparaturen durchgeführt worden waren, lieferte die Elsflether Werft AG im Jahr 1920 mit einer Motorbarkasse erstmals einen Neubau ab. Das zwölf Meter lange Schiff ging an eine dänische Reederei und erhielt die Baunummer 2 (die Baunummer 1 war aus Aberglaube nicht vergeben worden). Als nächste Neubauten folgten 1921 bzw. 1922 die Dampflogger Mime und Fasolt für die Visurgis Heringsfischerei in Nordenham. Im Jahr 1922 lieferte die Werft sechs Penischen und drei Campinekähne als Reparationsleistung nach Belgien und Frankreich. Daneben entstanden in den frühen 1920er Jahren hauptsächlich Schleppkähne und Leichter, die unter anderem nach Dänemark, Südamerika und Afrika gingen. Am 2. September 1924 wurden mehrere Gebäude der Werft durch einen Großbrand zerstört. Noch im selben Jahr begann der Wiederaufbau, so dass die Produktion nur kurz unterbrochen werden musste. Von 1926 bis 1928 erhielt das Bremer Unternehmen A. Held zwanzig Fahrzeuge, hauptsächlich Fracht- und Tiertransportleichter, die für den Export nach Kolumbien bestimmt waren. Zusätzlich wurden auch Leichter in die portugiesische Kolonie Mosambik geliefert. Im Jahr 1928 fertigte die Werft mit der Ahrensburg ihren ersten Motorschlepper.
In den 1930er Jahren entstanden Fahrgastschiffe, Motorgüterschiffe für die Binnenschifffahrt, Motorjachten, Bereisungsboote, im Zweiten Weltkrieg Torpedoboote und Sperrbrecher und nach dem Krieg Kümos, Tanker, Versorger, Patrouillenboote, Containerschiffe und Tonnenleger. Der Kreuzfahrtsegler Lili Marleen fand internationale Beachtung und wurde 1994 als letzter Neubau der Werft mit der Baunummer 417 an die Reederei Peter Deilmann abgeliefert. Insgesamt verließen 275 Neubauten die Werft.

### Insolvenz 1994 und Neugründung
Im Jahr 1994 musste das Unternehmen Insolvenz anmelden. 1996 wurde der Werftbetrieb neu gegründet und umstrukturiert. Die Neugründung erfolgte unter dem Namen Elsflether Werft GmbH & Co. KG mit der Kapitalbeteiligungsgesellschaft Castor der Hamburger Reederei Rohden, einem langjährigen Werftkunden. So wurde mit allen 93 Beschäftigten auf dem 150.000 m² großen Werftareal die Geschäftstätigkeit wieder aufgenommen. Zu den Angeboten gehören seitdem Reparatur- und Umbauarbeiten an See- und Binnenschiffen sowie Servicearbeiten, Personalgestellung im In- und Ausland und auch Revisionsarbeiten an Kernkraftwerken im gesamten Bundesgebiet.
2008 erfolgte die Umwandlung in eine Aktiengesellschaft. Diese wurde am 3. Dezember 2008 als EW Elsflether Werft AG in das Handelsregister eingetragen. Die Anteile der Werft wurden später in die Sky-Stiftung eingebracht, die damit Eigentümer der Werft wurde.
Im Mai 2017 pachtete das Unternehmen das Gelände der ehemaligen Lühring-Werft in Brake für 15 Jahre, um dort eine Niederlassung einzurichten. Das Gelände sollte auch für den Aufbau eines Reparaturbetriebs mit bis zu zwei Schwimmdocks und einem Hebelift genutzt werden, um Tiefgangsbeschränkungen an der Stammwerft in Elsfleth zu umgehen.

### Restaurierung derGorch Fock, Insolvenz 2019 und Verkauf 2021
2016 wurde die Elsflether Werft mit der Generalüberholung der 1958 in Dienst gestellten Gorch Fock beauftragt. Zunächst mit rund 10 Millionen Euro veranschlagt, wurden die Kosten für die vollständige Wiederherstellung des Schiffes im Verlaufe des Jahres 2018 auf insgesamt bis zu 135 Millionen Euro geschätzt. Anfang Januar 2019 waren bereits 69 Millionen Euro für die Sanierung des Schiffes ausgegeben.
Die Justizbehörde Hamburg entließ im Januar 2019 den Vorstand der Sky-Stiftung, der die Elsflether Werft gehört. Dem Vorstand wird Pflichtverletzung zu Lasten der Werft vorgeworfen. Die Staatsanwaltschaft Hamburg nahm Ermittlungen auf. Auch wird gegen einen Mitarbeiter des Marinearsenals Wilhelmshaven wegen des Verdachts der Korruption ermittelt. Er soll unter Mitarbeit des Vorstandes der Sky-Stiftung Geld für Auftragsvergaben erhalten haben. In diesem Zusammenhang wurde Ende Januar die Geschäftsführung der Werft ausgetauscht. Die beiden neuen Geschäftsführer wollten dem Verteidigungsministerium im Februar 2019 ein Angebot zur abschließenden Sanierung der Gorch Fock unterbreiten. Im Februar 2019 wurde auch bekannt, dass die Elsflether Werft seit mehreren Monaten Außenstände in zweistelliger Millionenhöhe hat. Am 20. Februar 2019 stellte das Unternehmen einen Antrag auf Eröffnung eines Insolvenzverfahrens in Eigenverwaltung. Mitte 2019 lagen die Forderungen, die im Insolvenzverfahren geltend gemacht werden, bei 36 Millionen Euro.
Ende Oktober 2019 wurde die Elsflether Werft von der Lürssen-Werft gekauft. Für die insolvente Werft mit 130 Beschäftigten bezahlte Lürssen nach Angaben des Gläubigerausschusses 3,57 Mio. Euro. Im April 2020 teilte Lürssen mit, die Elsflether Werft noch im selben Jahr schließen zu wollen, da der Standort als nicht zukunftsfähig angesehen werde.
Zum 1. Juli 2021 wurde das 95.000 m³ große Elsflether Werftgelände an die in Bremen ansässige Kloska-Gruppe und die in Rastede ansässige TT-Bau-Gruppe verkauft, die für die Verwaltung des Geländes das Unternehmen Neue Elsflether Werft GmbH gründeten. Das Gelände soll für Reparaturen, Umschlag und andere Industrie- und Schifffahrtsdienstleistungen genutzt werden.

## Aufträge, Umbauten, Werftausstattung

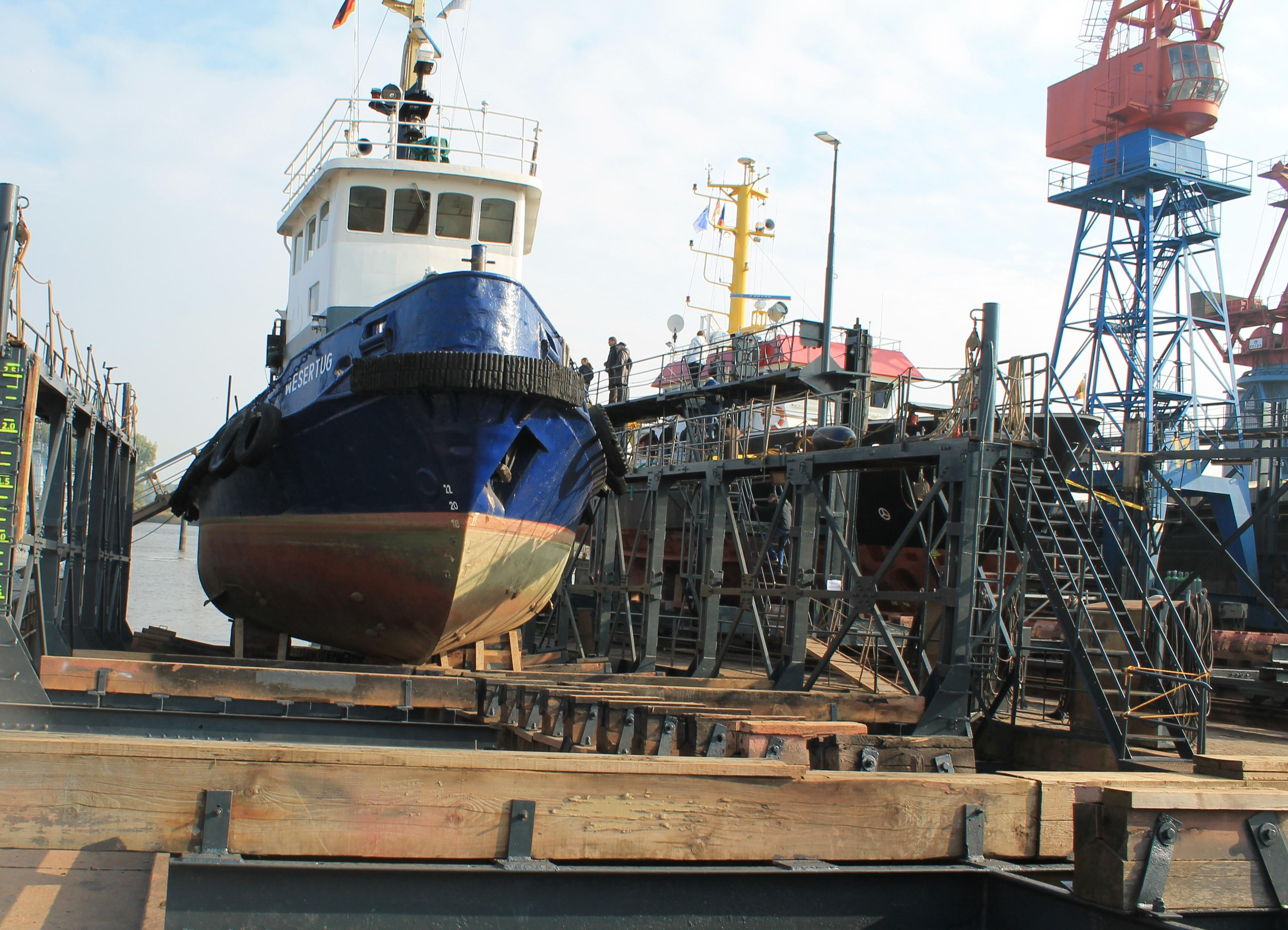
Blick auf die Slipanlagen von der Landseite (2016)

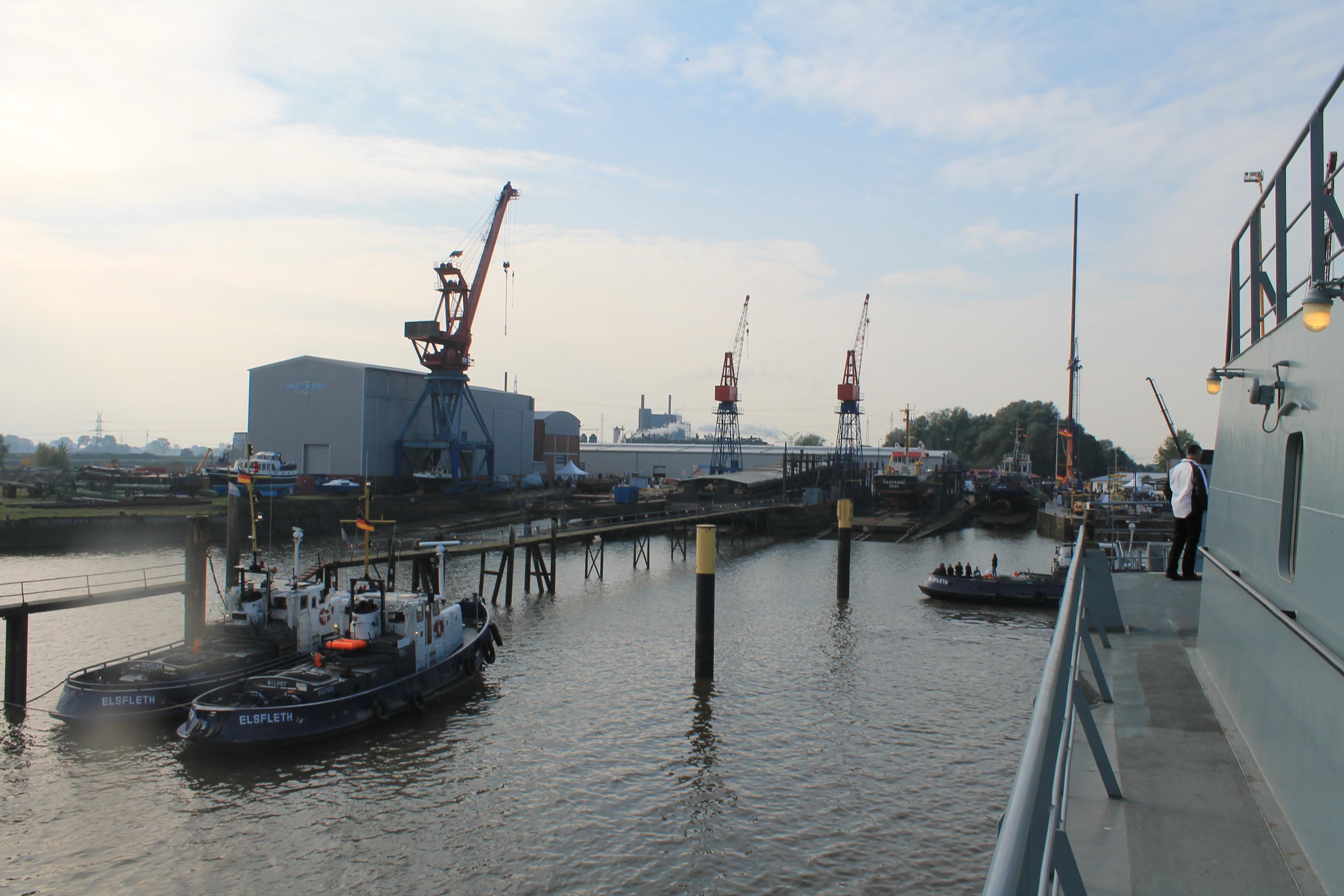
Hallen und Slipanlagen von der Wasserseite (2016)

Mit der DB AutoZug GmbH bestand ein Rahmenvertrag über die Wartung und Durchführung der notwendigen Reparaturen der Fahrgastschiffe nach Wangerooge. 80 Prozent der Aufträge bei der Elsflether Werft kamen Anfang der 2010er Jahre von der Bundeswehr.
Die Werft verfügt neben einem 420 m langen Kai über drei Slipanlagen und vier Krane. Hier können Schiffe mit einer maximalen Länge bis 105 m und maximalen Breite bis 14,9 m und maximalen Gewichtsbelastung bis 2.150 t bearbeitet werden.
2014 erfolgte nach einer Investition von rund 3½ Mio. Euro die Einweihung der neuen, 120 m langen und 25 m breiten Montagehalle, in der die Schlosserei, Rohrwerkstatt, Dreherei und die Schiffbauwerkstatt einzogen.
Das Dach der Halle wurde zur nachhaltigen Stromerzeugung mit Solarzellen belegt. Auch die Entschlickung des werftseitigen Hafenbeckens gehörte damals zu den notwendigen Maßnahmen. Da der Schlick mit Tributylzinnhydrid von den Schiffsfarben belastet war, wurde er auf speziellen Deponien entsorgt.

## Bauliste

### Neubauten (Auswahl)
- Pippilotta (Schoner, 1933 abgeliefert als Heringslogger Erika)
- Weser (Tender, 1962 abgeliefert)
- Mellum (Mehrzweckschiff, 1984 abgeliefert)
- Siderfly (Frachtschiff, 1984 abgeliefert als Borgfeld)
- Bredstedt (Patrouillenschiff, 1989 abgeliefert)
- Lili Marleen (Kreuzfahrt-Segelschiff, 1994 abgeliefert)

### Reparaturen und Umbauten (Auszug)
- Umbau eines Fischereifahrzeugs zum Forschungsschiff Valdivia
- Segelschulschiff Großherzogin Elisabeth
- Fahrgastschiffe Wangerooge und Harlingerland
- Segelschulschiff Gorch Fock
- Versorgungsschiffe der Klasse 404[21]

## Musicals auf der Elsflether Werft
Zwischen 2001 und 2006 fanden auf der Elsflether Werft in den Sommermonaten Theateraufführungen statt. Die Idee dazu kam vom Elsflether Kapitän und Reeder Horst Werner Janssen. Die Aufführungen wurden in Zusammenarbeit mit dem Oldenburgischen Staatstheater auf die Bühne gebracht.
Aufgeführt wurden
- 2001 Zar und Zimmermann (Albert Lortzing)
- 2004 West Side Story (Leonard Bernstein)
- 2006 Anything Goes (Cole Porter)

## Bilder von 2016

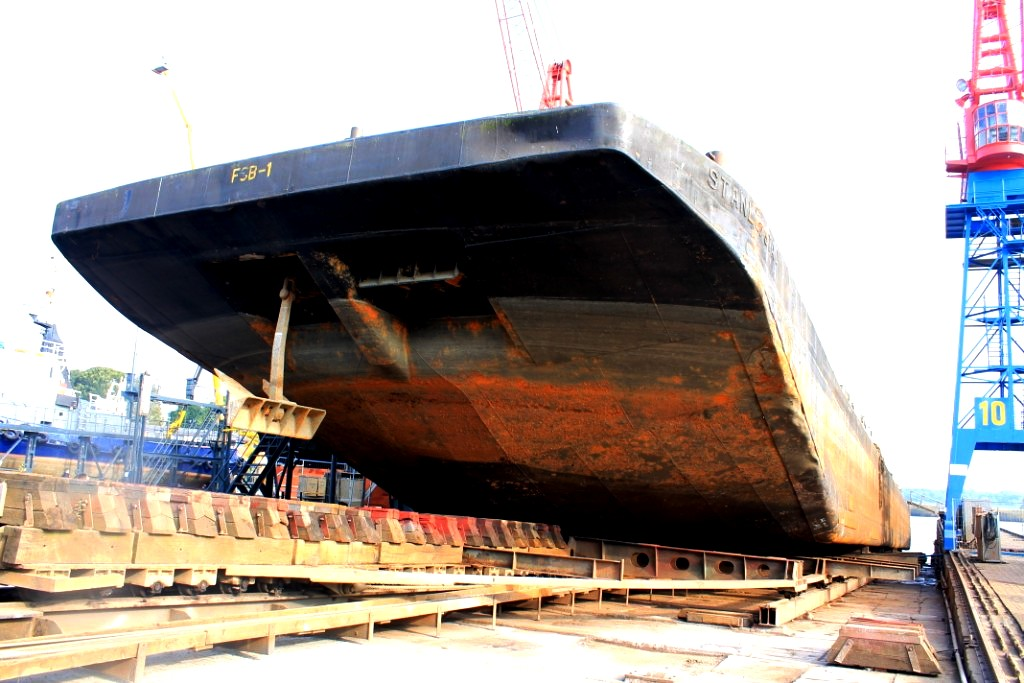
Barge auf dem Slipwagen
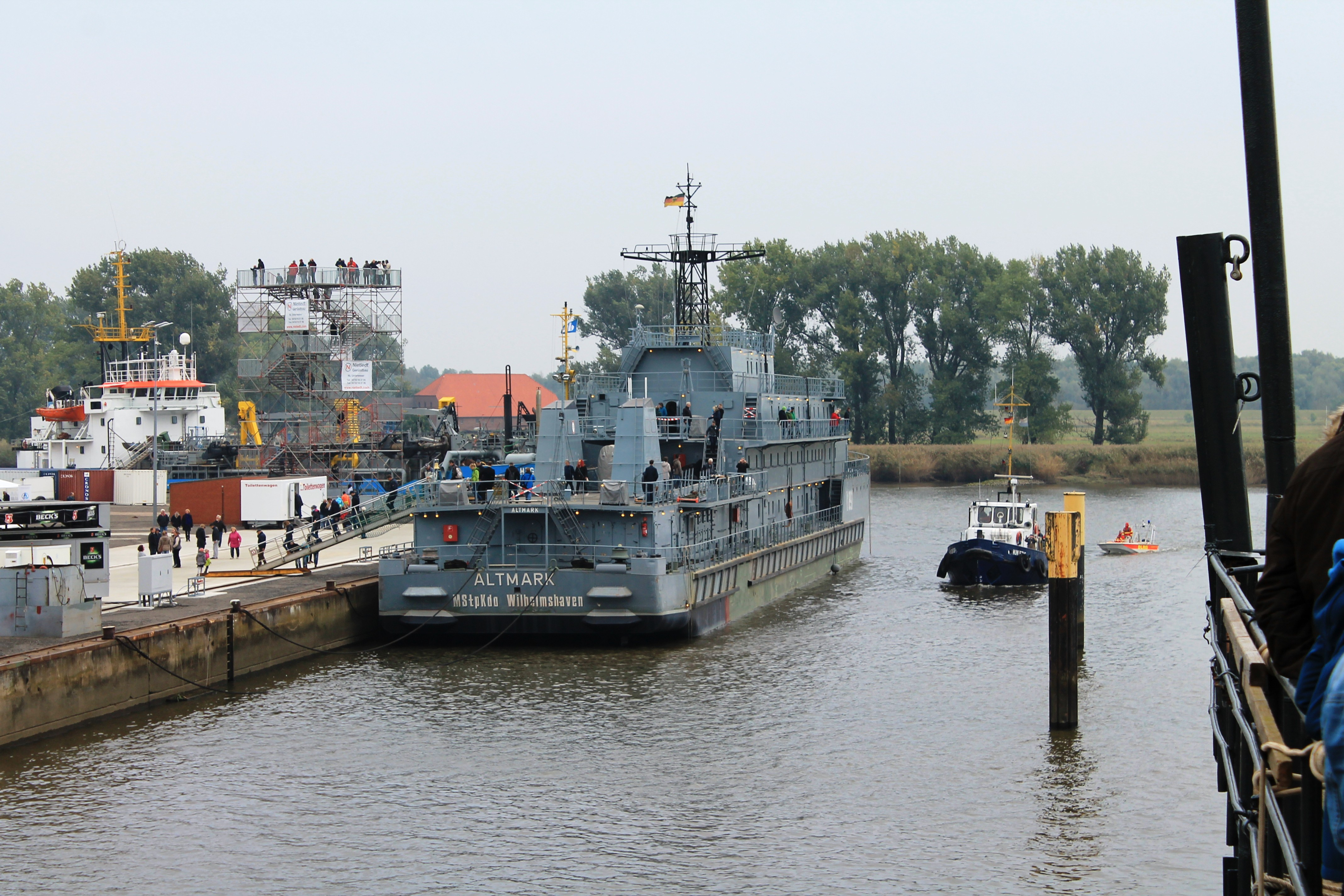
Werftpier mit dem Wohnschiff Altmark und Saugbagger Hegemann IV
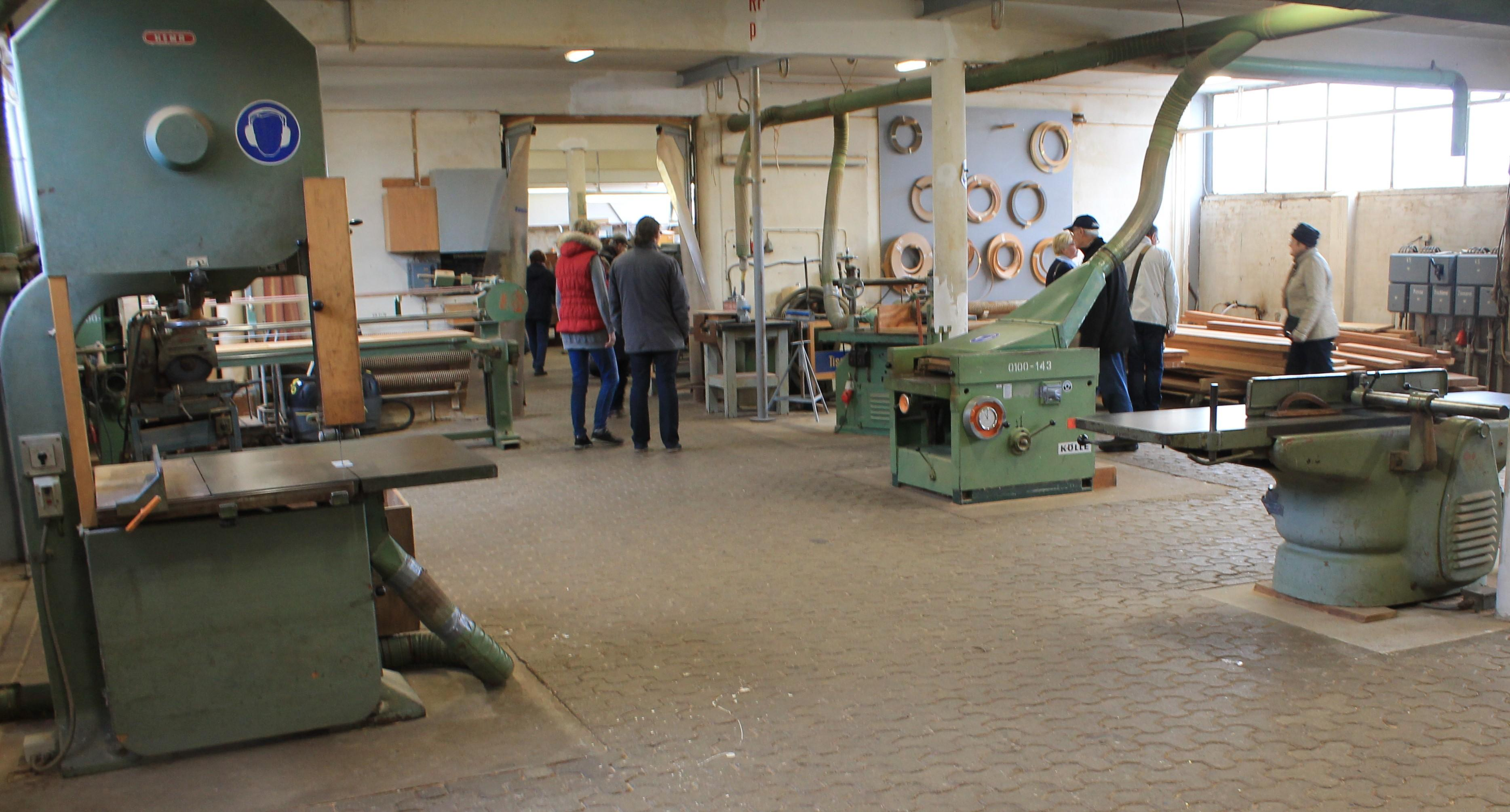
Holzwerkstätten
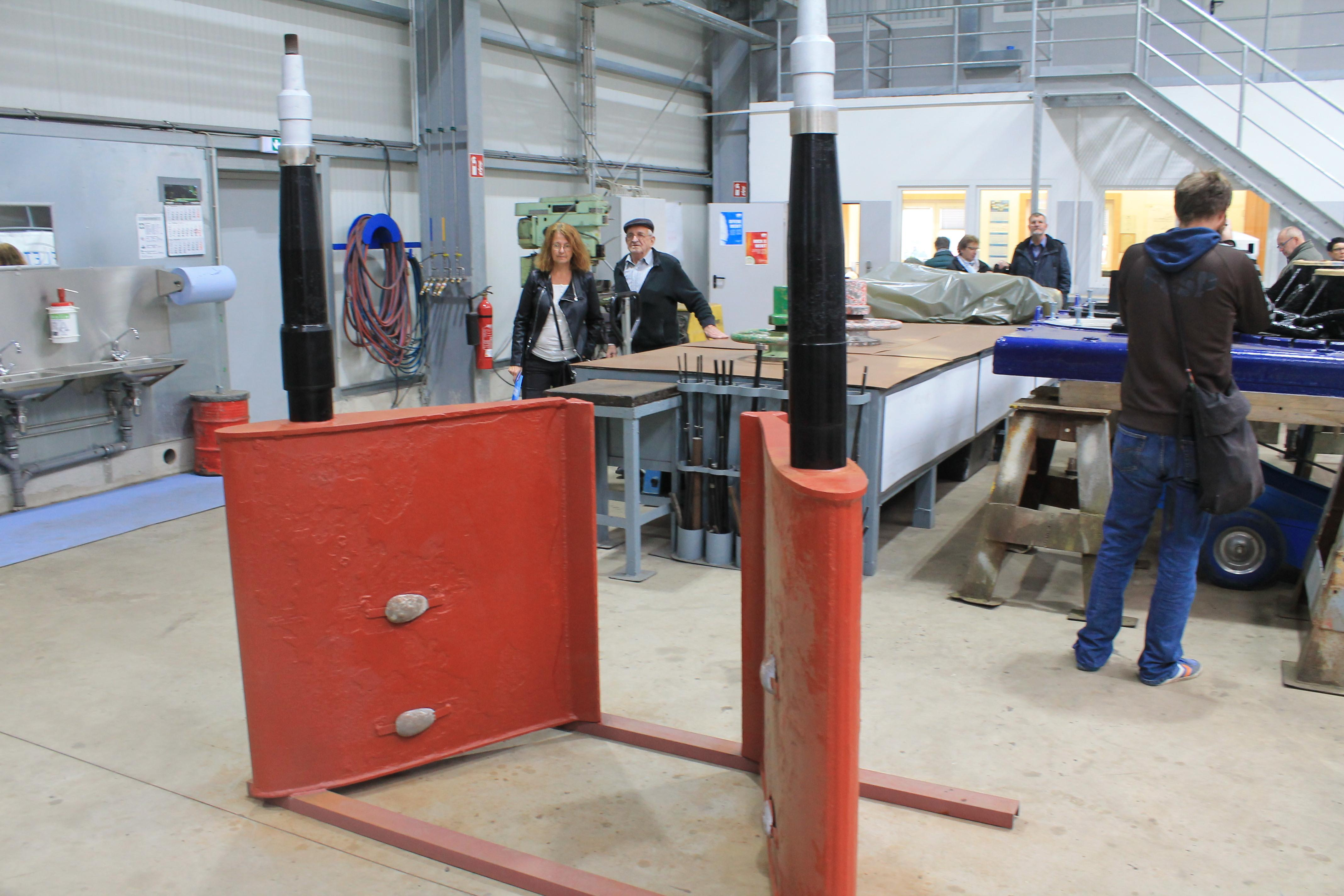
Maschinenbauwerkstatt
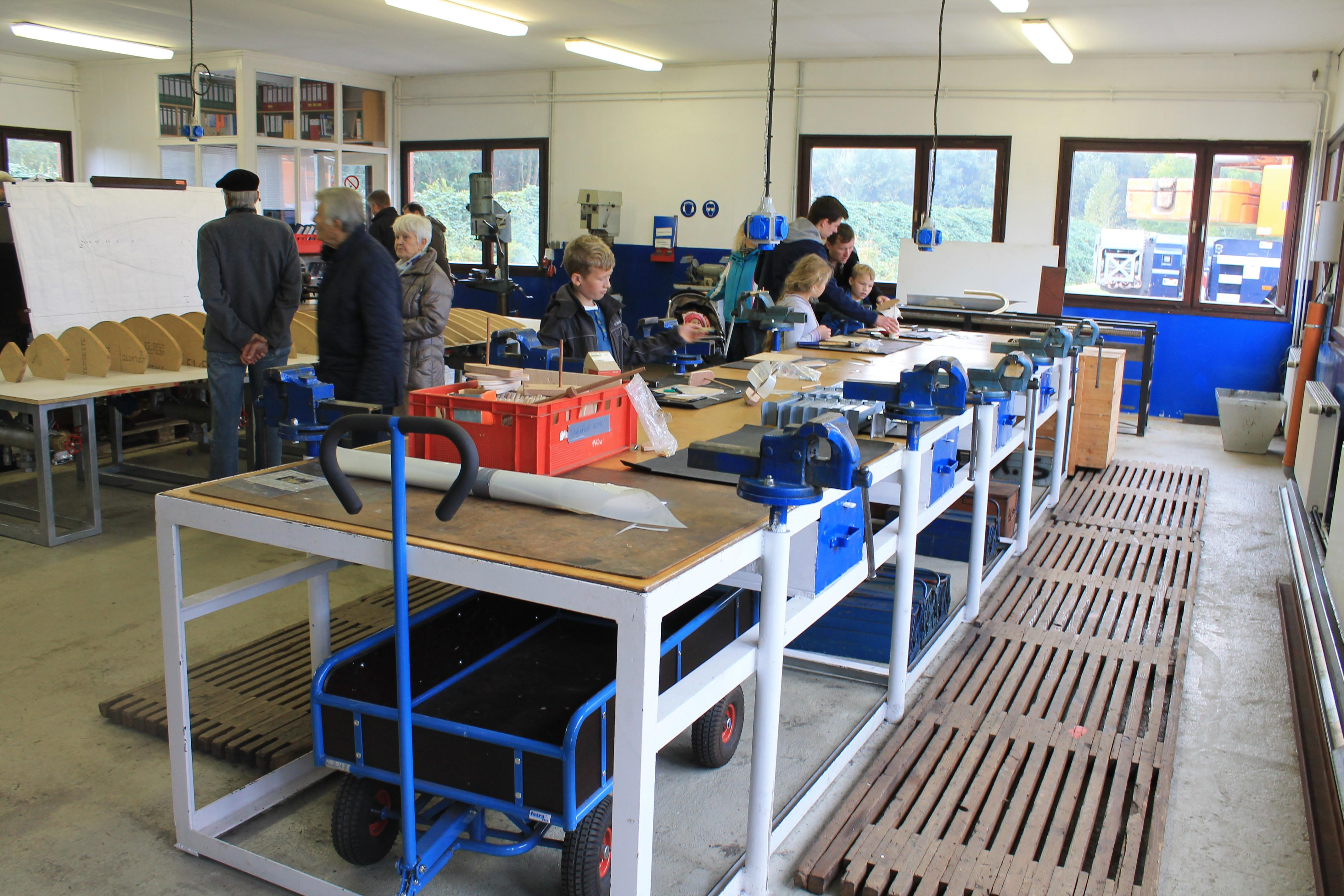
Lehrwerkstatt